# Lp0 on fire
lp0 on fire (También conocido como Printer on fire o Impresora en llamas) es un mensaje de error desaprobado que se puede apreciar en algunos sistemas Unix y Unix-like en respuesta a ciertos errores de impresión. lp0 es el archivo de dispositivo para la primera impresora de línea, pero el error puede ser mostrado para cualquier impresora interactuando en un sistema Unix/Linux. Este indica que hay un error con la impresora que requiere investigación y diagnóstico, pero no necesariamente que se encuentre en llamas.

## Inflamabilidad de las impresoras
A finales de los años 50, la impresión computerizada a alta velocidad seguía aún en un estado experimental. La primera impresora documentada que era capaz de iniciar un incendio fue una impresora xerográfica Stromberg Carlson 5000 (similar a una impresora láser, pero con un tubo de rayos catódicos como fuente de luz en lugar de un láser), instalada en el Laboratorio Nacional Lawrence Livermore y modificada para lograr una velocidad de impresión de hasta una página por segundo. En casos donde ocurrieran atascos de papel, o incluso durante operación normal, los elementos modificados calentaban el papel a suficiente temperatura para encenderse en llamas. El riesgo de un incendio mayor era agravado en casos donde la impresora continuaba operando, lo que significada que las bandejas se llenaban de papel prendido de fuego a muy alta velocidad. Sin embargo, no hay evidencia alguna que pruebe la presencia del error lp0 on fire en ningún software de la época.
A medida que la tecnología avanzó, la mayoría de las instalaciones de impresión a gran escala fueron las llamadas impresoras "a tambor" o de línea, un tipo de impresión de impacto capaz de imprimir una línea de texto entera a través del uso de un tambor de impresión que rota a gran velocidad. En el caso de un severo atasco de papel, la fricción del tambor contra el papel es capaz de incendiar el papel, o en una máquina con poco mantenimiento, el papel acumulado y el polvo de tinta en el mecanismo. Si tal situación alguna vez ocurrió en un área de producción es desconocido, ya que no hay reportes de tal tipo de evento.
La impresora de línea emplea una serie de códigos de estado, ready (listo), online (en línea) y check (comprobar). Si el estado online se encontraba apagado, pero el estado check se encontraba encendido, el sistema operativo interpretaba esto como falta de papel. Sin embargo, si ambos estados se encontraban encendidos, esto significaba que la impresora aún tiene papel, pero está experimentando un error (y podría aún estar intentando trabajar). Debido a las condiciones peligrosísimas que podrían potencialmente manifestarse en las primeras impresoras de líneas, Unix mostraba el error "on fire" para motivar a los operadores de sistemas a ir y mirar el estado de la impresora inmediatamente.
A comienzo de los años 1980, Xerox creó un prototipo de impresora láser y le dio unidades a varias compañías. Para calentar el tóner, el camino del papel pasaba por encima de un cable metálico muy caliente. Si se producía un atasco, el papel en esa zona se incendiaba, lo cual hacía que el controlador reportara el estado "on fire". Xerox luego reemplazó el cable caliente por otro mecanismo menos rudimentario, un tambor caliente.

## Orígenes de la frase
Michael K. Johnson (conocido como "mkj" en Red Hat y Fedora) escribió la primera versión en Linux de este mensaje de error en 1992. Sin embargo, tanto él como Herbert Rosmanith y Alan Cox (todos desarrolladores de Linux) han mencionado ha existido de varias formas en Unix antes de su implementación en Linux.
Desde entonces, el código de impresión lp se ha expandido a través de todo tipo de sistemas operativos de tipo POSIX, muchos de los cuales aún muestran este mensaje.
Los controladores modernos de soporte a impresoras han mejorado y escondido estos mensajes de bajo nivel, por lo cual la mayoría de los usuarios de Unix o Linux pueden no haberse encontrado con el mensaje "on fire". El mensaje sigue existiendo en Linux, en la versión 5.8.5.